# Allegiance (Computerspiel)
Allegiance ist ein Multiplayer-Computerspiel, das über Internet gespielt werden kann. Allegiance ist eine actionlastige Mischung aus Weltraum-Flugsimulation und Echtzeit-Strategiespiel, das von den Spielern die koordinierte Ausführung von Tätigkeiten abverlangt. Dieses Konzept war zu damaliger Zeit noch relativ neu und es war das erste reine Onlinespiel vom Microsoft.

## Geschichte des Spiels
Allegiance wurde von Microsoft, beginnend mit dem 16. März 2000, weltweit vertrieben. Es basiert auf dem Xerox-Alto-Spiel AltoTrek. Microsoft Research nutzte die Entwicklung dieses Spiels, um sich mit DirectX-API vertraut zu machen. Im Jahr 2000 wurde das Spiel mit dem Titel Best Game No One Played von GameSpot ausgezeichnet. Nachdem das Spiel keinen kommerziellen Erfolg gehabt hatte, wurden die offiziellen Server im Jahre 2002, welche Teil der MSN Gaming Zone waren, abgeschaltet. Mit Hilfe von Microsoft Research wurde es der Fangemeinde jedoch schnell ermöglicht, die nötige Infrastruktur für das Spiel selbst zur Verfügung zu stellen. Der Höhepunkt dieser Unterstützung war aber letztendlich die Freigabe des Quelltextes unter einer Shared-Source-Lizenz im Jahre 2004. Damit übernahm die Spielergemeinschaft den Support und die Weiterentwicklung des Spiels, welche bis heute anhält. Im Juli 2017 änderte Microsoft erneut die Lizenz. Hiermit steht der Quellcode allen unter der MIT-Lizenz zur Verfügung.

## Spielbeschreibung
Es gibt mehrere Spielmodi, darunter auch Deathmatch, Capture the flag und viele weitere. Der beliebteste ist aber der Modus Conquest.
Ziel im Conquest Modus ist es die Karte zu erkunden, Sektoren zu kontrollieren, Ressourcen abzubauen, Technologien zu erforschen um letztendlich das oder die gegnerischen Teams zu besiegen. Jedes Team verfügt über einen Commander, der das Geld und die nicht Spieler gesteuerten Fahrzeuge verwaltet sowie das Team koordiniert. Die Karte besteht aus mehreren Sektoren, die durch sogenannte Alephs (Wurmlöcher) verbunden sind. Um Geld zu verdienen, bauen Minenfahrzeuge Helium-3 ab. Dieses Geld kann in neue Minenfahrzeuge, Baufahrzeuge für Stationen, Technologien oder Schiffe investiert werden.
Die Teams wählen vor Start eine Fraktion aus:
- Gigacorp – Wirtschaftsunternehmen
- Iron Coalition – UN-Militär
- BIOS – Genetisch verbesserte Menschen
- Belters – Freelancer und Piraten
- Rixian Unity – Fanatische Außerirdische

Die Spieler selbst steuern ihre eigenen Raumschiffe, die von ihnen selbst ausgestattet und in geringem Umfang modifiziert werden können. Nachdem ein Schiff zerstört wurde, muss der Spieler mit seiner Rettungskapsel wieder zurück zur nächsten freundlichen Basis fliegen, oder er wird zuvor von einem befreundeten Spieler gerettet. Die Rettungskapsel kann aber auch vom Gegner zerstört werden, oder dem Spieler geht der Sauerstoff aus. Sobald ein Spieler Tot ist, kann er wieder mit einem neuen Schiff am weiteren Spiel teilnehmen.
Das Spiel ist beendet, sobald ein Team über keine eigenen Stationen mehr verfügt oder sich ergibt (resign).

## Raumschiffe
Jeder Spieler hat die Möglichkeit sein Schiff frei zu wählen. Es gibt folgende Schiffstypen, welche zum Teil auch erst erforscht werden müssen:
- Scout: Dieses Schiff verfügt über geringe Feuerkraft, aber aufgrund seiner hohen Geschwindigkeit und Sensorenreichweite ist es sehr nützlich. Des Weiteren ist es das einzige Schiff, welches andere Schiffe reparieren kann.
- Fighter: Dieses Schiff verfügt über ein Vielfaches der Feuerkraft eines Scouts. Es ist in der Lage, wie fast alle Schiffe sich zu bestimmten Stationen oder speziellen Schiffen zu teleportieren.
- Stealth fighter: Aufgrund seiner Tarnfähigkeit kann sich dieses Schiff fast unbemerkt an die gegnerischen Minenfahrzeuge und Baufahrzeuge heranpirschen. Es verfügt über Raketen mit hoher Reichweite und Treffsicherheit. Da die Tarnung Energiebasierend ist, muss es sich von Zeit zu Zeit enttarnen, um diese aufzuladen.
- Interceptor: Der Abfangjäger besitzt weder Raketen noch Schilde, dafür hat er die stärksten Waffen in seiner Schiffsklasse. Er verfügt nur über eine sehr geringe Sensorenreichweite, sodass er ohne einen Scout oder einer Basis in der Nähe nahezu hilflos ist.
- Bomber: Der Bomber dient zum Zerstören gegnerischer Stationen. Er besitzt zwei menschliche Bordschützen, welchen ihn während seines Fluges verteidigen. Meist wird dieses Schiff von Scouts begleitet, welche mit Reparaturwerkzeugen ausgestattet sind.
  - Stealth bomber: Diese Variante verfügt über eine reduzierte Feuerkraft gegen Stationen, aber dafür kann sich dieses Schiff auch tarnen um ungesehen an sein Ziel zu gelangen. In der Angriffsphase wird er entdeckt und ist dem gegnerischen Feuer ausgesetzt.
- Troop transport: Der Truppentransporter ist in der Lage die meisten gegnerischen Stationen zu übernehmen. Wie der Bomber wird er meist von Scouts begleitet.
- Großkampfschiffe: Diese Schiffe sind selten und kosten eine Menge Geld.
  - Missile frigate: Dieses Schiff dient zum Zerstören gegnerischer Station und besitzt drei Bordschützen.
  - Cruiser: Der große Bruder der Missile Frigate verfügt über vier Bordschützen und kann sich zusätzlich teleportieren.
  - Carrier: Dient zum Nachladen und Reparieren von kleinen Schiffen.
  - Assault ship: Agiert als mobiler Teleporter.
  - Destroyer: Schiff, welches mit Raketen gegen andere Schiffe wirkt.
  - Devastator: Wie der Cruiser verfügt es über vier Bordschützen. Des Weiteren besitzt es eine mächtige Kanone, die primär gegen Schiffe wirken kann, aber auch im Notfall auch gegen Stationen.

Fast alle Waffen benötigen Munition, sodass ihr Vorrat auf den Schiffen begrenzt ist. Des Weiteren verfügen Interceptor und Fighter über Zusatztriebwerke, welche Treibstoff verbrauchen. Dadurch muss der Spieler sein Schiff gegebenenfalls nachladen, wenn es nicht vorher zerstört wird.